# Walter Spence
Walter Spence (Christianburg, 3 de marzo de 1901-16 de octubre de 1958) fue un nadador canadiense de origen guyanés especializado en pruebas de estilo libre, donde consiguió ser medallista de bronce olímpico en 1928 en los 4x200 metros.

## Carrera deportiva
En los Juegos Olímpicos de Ámsterdam 1928 ganó la medalla de bronce en los relevos de 4x200 metros estilo libre, con un tiempo 9:47.8 segundos), tras Estados Unidos (oro) y Japón (plata); sus compañeros de equipo fueron los nadadores: Garnet Ault, Munroe Bourne y James Thompson.